# Fran Álvarez
Fran Álvarez, pseudonimo di Francisco Javier Álvarez Rodríguez (Benidorm, 21 gennaio 1998), è un calciatore spagnolo, centrocampista del Widzew Łódź.

## Carriera
È cresciuto nel settore giovanile del Villarreal ed ha debuttato con la squadra B il 19 agosto 2017 nell'incontro di Segunda División B vinto 1-0 contro l'Atlético Baleares. Nel corso della stagione ha giocato prevalentemente con la formazione C, venendo definitivamente promosso a partire dalla stagione successiva.
Il 16 gennaio 2020 è passato a titolo definitivo al Real Valladolid che lo ha assegnato alla propria squadra B. Il 7 luglio 2021 è stato acquistato dall'Albacete, con cui a fine stagione ha centrato la promozione in Segunda División da titolare. Il 9 ottobre ha fatto il suo esordio nel campionato cadetto spagnolo nella partita pareggiata 1-1 contro il Tenerife.
Il 26 giugno 2023 ha lasciato la Spagna per firmare un biennale con il Widzew Łódź, nella prima divisione polacca.

## Statistiche

### Presenze e reti nei club
Statistiche aggiornate al 8 febbraio 2025.
| Stagione                 | Squadra                  | Campionato               | Campionato | Campionato | Coppe nazionali | Coppe nazionali | Coppe nazionali | Coppe continentali | Coppe continentali | Coppe continentali | Altre coppe | Altre coppe | Altre coppe | Totale | Totale | Totale |
| Stagione                 | Squadra                  | Comp                     | Pres       | Reti       | Comp            | Pres            | Reti            | Comp               | Pres               | Reti               | Comp        | Pres        | Reti        | Pres   | Reti   |        |
| ------------------------ | ------------------------ | ------------------------ | ---------- | ---------- | --------------- | --------------- | --------------- | ------------------ | ------------------ | ------------------ | ----------- | ----------- | ----------- | ------ | ------ | ------ |
| 2017-2018                | Villarreal C             | TD                       | 31         | 4          | -               | -               | -               | -                  | -                  | -                  | -           | -           | -           | 31     | 4      |        |
| 2017-2018                | Villarreal B             | SDB                      | 3          | 0          | -               | -               | -               | -                  | -                  | -                  | -           | -           | -           | 3      | 0      |        |
| 2018-2019                | Villarreal B             | SDB                      | 19         | 1          | -               | -               | -               | -                  | -                  | -                  | -           | -           | -           | 19     | 1      |        |
| 2019-2020                | Villarreal B             | SDB                      | 11         | 1          | -               | -               | -               | -                  | -                  | -                  | -           | -           | -           | 11     | 1      |        |
| Totale Villarreal B      | Totale Villarreal B      | Totale Villarreal B      | 33         | 2          |                 | -               | -               |                    | -                  | -                  |             | -           | -           | 33     | 2      |        |
| 2019-2020                | Real Valladolid B        | SDB                      | 8          | 1          | -               | -               | -               | -                  | -                  | -                  | -           | -           | -           | 8      | 1      |        |
| 2020-2021                | Real Valladolid B        | SDB                      | 22         | 5          | -               | -               | -               | -                  | -                  | -                  | -           | -           | -           | 22     | 5      |        |
| Totale Real Valladolid B | Totale Real Valladolid B | Totale Real Valladolid B | 30         | 6          |                 | -               | -               |                    | -                  | -                  |             | -           | -           | 30     | 6      |        |
| 2021-2022                | Albacete                 | PDR                      | 30         | 3          | CR              | 2               | 0               | -                  | -                  | -                  | -           | -           | -           | 32     | 3      |        |
| 2022-2023                | Albacete                 | SD                       | 26         | 1          | CR              | 2               | 0               | -                  | -                  | -                  | -           | -           | -           | 28     | 1      |        |
| Totale Albacete          | Totale Albacete          | Totale Albacete          | 56         | 4          |                 | 4               | 0               |                    | -                  | -                  |             | -           | -           | 60     | 4      |        |
| 2023-2024                | Widzew Łódź              | EK                       | 28         | 6          | CP              | 3               | 0               | -                  | -                  | -                  | -           | -           | -           | 31     | 6      |        |
| 2024-2025                | Widzew Łódź              | EK                       | 20         | 4          | CP              | 3               | 0               | -                  | -                  | -                  | -           | -           | -           | 23     | 4      |        |
| Totale Widzew Lódz       | Totale Widzew Lódz       | Totale Widzew Lódz       | 48         | 10         |                 | 6               | 0               |                    | -                  | -                  |             | -           | -           | 54     | 10     |        |
| Totale carriera          | Totale carriera          | Totale carriera          | 167        | 22         |                 | 10              | 0               |                    | -                  | -                  |             | -           | -           | 177    | 22     |        |